# Грузија на Европском првенству у атлетици у дворани 2015.
Грузија је учествовала на 33. Европском првенству у дворани 2015 одржаном у Прагу, Чешка, од 5. до 8. марта. Ово је било десето европско првенство у дворани од 1994. године од када је Грузија први пут учествовала. Репрезентацију Грузије представљала су 4 такмичара (2 мушкарца и 2 жене) који су се такмичили у 4 дисциплине.
На овом првенству Грузија није освојила ниједну медаљу, нити је оборила неки рекорд.

## Учесници
| Мушкарци: - Бачана Хорава — Скок удаљ - Лаша Торгвајдзе — Троскок | Жене: - Валентина Љашенко — Скок увис - Маико Гоголадзе — Скок удаљ |  |

## Резултати

### Мушкарци
| Атлетичар       | Дисциплина | Лични рекорд | Квалификације | Квалификације | Полуфинале | Полуфинале | Финале                | Финале       | Детаљи |
| Атлетичар       | Дисциплина | Лични рекорд | Резултат      | Место         | Резултат   | Место      | Резултат              | Место        | Детаљи |
| --------------- | ---------- | ------------ | ------------- | ------------- | ---------- | ---------- | --------------------- | ------------ | ------ |
| Бачана Хорава   | Скок удаљ  | 7,94 НР      | 7,63          | 15.           |            |            | Нису се квалификовали | 15 / 23 (24) |        |
| Лаша Торгвајдзе | Троскок    | 16,28        | 15,97         | 15.           | 15 / 21    |            | Нису се квалификовали |              |        |

### Жене
| Атлетичарка       | Дисциплина | Лични рекорд | Квалификације | Квалификације | Полуфинале | Полуфинале | Финале                | Финале  | Детаљи |
| Атлетичарка       | Дисциплина | Лични рекорд | Резултат      | Место         | Резултат   | Место      | Резултат              | Место   | Детаљи |
| ----------------- | ---------- | ------------ | ------------- | ------------- | ---------- | ---------- | --------------------- | ------- | ------ |
| Валентина Љашенко | Скок увис  | 1,86 НР      | 1,72          | 22.           |            |            | Нису се квалификовале | 22 / 22 |        |
| Маико Гоголадзе   | Скок удаљ  | 6,20         | 5,88          | 21.           | 21 / 22    |            | Нису се квалификовале |         |        |